# Nintendo e-Reader
El e-Reader (カードeリーダー, Kādo Ī Rīdā, Card e-Reader) és un dispositiu desenvolupat per Nintendo pel seu sistema de consola portàtil Game Boy Advance. Va ser llançat en el Japó el desembre del 2001.